# Попис становништва 1931. у Краљевини Југославији
Попис становништва 1931. у Краљевини Југославији.

## Југославија
Према попису, 1931. у читавој Краљевини Југославији било је 13.934.038 становника, од тога: 6.785.501 православаца, 5.217.847 римокатолика, 231.169 евангелиста, 1.561.166 муслимана и 138.355 осталих.

### Заступљеност по вјерском опредјељењу
| \| Заступљеност по вјерском опредјељењу‍ \| Заступљеност по вјерском опредјељењу‍ \| Заступљеност по вјерском опредјељењу‍ \| Заступљеност по вјерском опредјељењу‍ \| Заступљеност по вјерском опредјељењу‍ \| \| ------------------------------------ \| ------------------------------------ \| ------------------------------------ \| ------------------------------------ \| ------------------------------------ \| \| \| \| \| \| \| \| православни \| православни \| \| 6.785.501 \| 48,69% \| \| римокатолици \| римокатолици \| \| 5.217.847 \| 37,44% \| \| муслимани \| муслимани \| \| 1.561.166 \| 11,20% \| \| евангелисти \| евангелисти \| \| 231.169 \| 01,65% \| \| остали \| остали \| \| 138.355 \| 00,99% \| |              |  |           |        |
| Заступљеност по вјерском опредјељењу‍ |              |  |           |        |
| |              |  |           |        |
| православни | православни  |  | 6.785.501 | 48,69% |
| римокатолици | римокатолици |  | 5.217.847 | 37,44% |
| муслимани | муслимани    |  | 1.561.166 | 11,20% |
| евангелисти | евангелисти  |  | 231.169   | 01,65% |
| остали | остали       |  | 138.355   | 00,99% |

### Попис по бановинама
| Бановина              | православци | римокатолици | евангелисти | остали хришћани | муслимани | остали | укупно     |
| --------------------- | ----------- | ------------ | ----------- | --------------- | --------- | ------ | ---------- |
| Дравска бановина      | 6.745       | 1.107.155    | 25.717      | 2.665           | 927       | 1.089  | 1.144.298  |
| Дринска бановина      | 992.924     | 169.613      | 3.804       | 1.836           | 356.469   | 10.093 | 1.534.739  |
| Дунавска бановина     | 1.393.269   | 774.691      | 167.871     | 29.843          | 2.660     | 18.961 | 2.387.295  |
| Моравска бановина     | 1.364.490   | 11.061       | 268         | 299             | 58.802    | 664    | 1.435.584  |
| Приморска бановина    | 138.375     | 692.496      | 211         | 618             | 69.360    | 600    | 901.660    |
| Савска бановина       | 517.191     | 2.122.631    | 21.888      | 18.922          | 3.823     | 19.928 | 2.704.383  |
| Вардарска бановина    | 1.046.039   | 18.472       | 430         | 2.346           | 499.362   | 7.594  | 1.574.243  |
| Врбаска бановина      | 600.529     | 172.787      | 3.377       | 9.245           | 250.265   | 1.179  | 1.037.382  |
| Зетска бановина       | 516.490     | 92.165       | 208         | 337             | 315.677   | 639    | 925.516    |
| Управа града Београда | 209.449     | 56.776       | 7.395       | 2.041           | 3.821     | 9.456  | 288.938    |
| укупно                | 6.785.501   | 5.217.847    | 231.169     | 68.152          | 1.561.166 | 70.203 | 13.934.038 |

## БиХ
На простору данашње Босне и Херцеговине пописано је 2.323.555 становника, од којих је према вјерском опредјељењу било:
- православних 1.028.139 или 44,25%
- муслимана 718.079 или 30,90%
- римокатолика 547.949 или 23,58%[2]

| \| Заступљеност по вјерском опредјељењу‍ \| Заступљеност по вјерском опредјељењу‍ \| Заступљеност по вјерском опредјељењу‍ \| Заступљеност по вјерском опредјељењу‍ \| Заступљеност по вјерском опредјељењу‍ \| \| ------------------------------------ \| ------------------------------------ \| ------------------------------------ \| ------------------------------------ \| ------------------------------------ \| \| \| \| \| \| \| \| православни \| православни \| \| 1.028.139 \| 44,24% \| \| муслимани \| муслимани \| \| 718.079 \| 30,90% \| \| римокатолици \| римокатолици \| \| 547.949 \| 23,58% \| \| евангелисти \| евангелисти \| \| 7.094 \| 00,03% \| \| остали \| остали \| \| 22.294 \| 00,09% \| |              |  |           |        |
| Заступљеност по вјерском опредјељењу‍ |              |  |           |        |
| |              |  |           |        |
| православни | православни  |  | 1.028.139 | 44,24% |
| муслимани | муслимани    |  | 718.079   | 30,90% |
| римокатолици | римокатолици |  | 547.949   | 23,58% |
| евангелисти | евангелисти  |  | 7.094     | 00,03% |
| остали | остали       |  | 22.294    | 00,09% |

По вјерском опредјељењу у Босни (простор некадашње Бихаћке, Врбаске, Сарајевске, Травничке и Тузланске области) је пописано 2.018.220 становника:
- 929.947 православних (46,10%)
- 648.038 муслимана (32,10%)
- 410.809 римокатолика (20,3%)

По вјерском опредјељењу у Херцеговини (простор некадашње Мостарске области) је пописано 305.335 становника:
- 98.192 православних (32%)
- 70.041 муслимана (22,80%)
- 137.140 римокатолика (44,80%)

### Ћоровић о попису
| „                                                            | По последњој статистици од 1931. године, у Босни и Херцеговини било је 2.323.555 становника. Од тога има 1.028.139 православних или 44,25%, муслимана 718.079 или 30,90% и римокатолика 547.949 или 23,58%. Од тога имала је Босна 2.018.220 душа, и то 929.947 православних (46,10%), 648.038 муслимана (32,10%) и 410.809 римокатолика (20,3%); а Херцеговина 98.192 православних (32%), 70.041 муслимана (22,80%) и 137.140 римокатолика (44,80%). Од тога становништва православних је било по градовима свега 81.494, муслимана 181.254, а римокатолика 83.682. То ће рећи да је од целокупног православног становништва градског елемента свега 7,93%, док је муслиманског 25,30%, а римокатоличког 15,30%. Према томе је сасвим јасно чије интересе треба имати првенствено у виду кад је у питању општа политичка линија Босне и Херцеговине, а за Србе нарочито. Досадашња брига о селу била је веома оскудна, и то не само за време ранијих, туђинских режима, него у великој мери и у својој држави. | ” |
| — Политичке прилике у Босни и Херцеговини - Владимир Ћоровић | |   |